# تشارلز لي (لاعب كريكت)
تشارلز لي (17 مارس 1924 في المملكة المتحدة - 4 سبتمبر 1999 بليستر في المملكة المتحدة) (بالإنجليزية: Charles Lee)‏ هو لاعب كريكت بريطاني (وحمل سابقاً جنسية المملكة المتحدة لبريطانيا العظمى وأيرلندا). لعب مع نادي مقاطعة ديربيشاير للكريكت ‏ ونادي مقاطعة يوركشاير للكريكت ‏.